# Calendula suffruticosa subsp. algarbiensis
Calendula suffruticosa subsp. algarbiensis é uma subespécie de planta com flor pertencente à família Asteraceae. 
A autoridade científica da subespécie é (Boiss.) Nyman, tendo sido publicada em Consp. Fl. Eur.: 398. 1879.

## Portugal
Trata-se de uma subespécie presente no território português, nomeadamente em Portugal Continental.
Em termos de naturalidade é endémica da Península Ibérica.

## Protecção
Não se encontra protegida por legislação portuguesa ou da Comunidade Europeia.